# Ott Tänak
Ott Tänak (Kärla, Estonia; 15 de octubre de 1987) es un piloto de rally estonio. Participa en el Campeonato Mundial de Rally, donde ha resultado campeón del mundo en 2019, subcampeón en 2022 y tercero en 2017, 2018, 2020 y 2024. El estonio ha logrado 21 victorias y 46 podios.

## Carrera

### Inicios

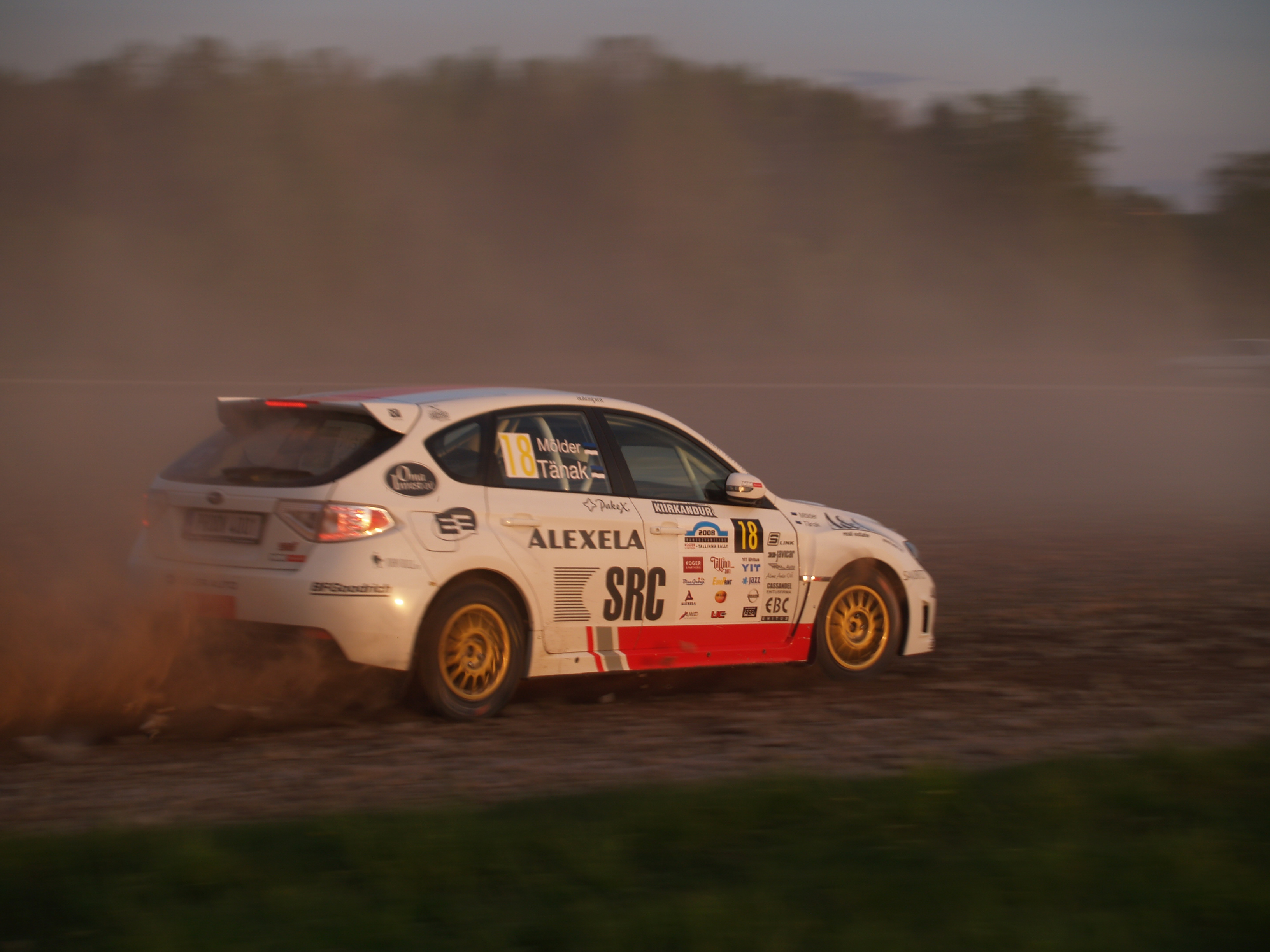
Ott Tänak y Raigo Mölder en el Rally de Tallin de 2008.

Tänak ganó el campeonato de Rally de Estonia en 2008 y 2009, conduciendo para el equipo del excampeón de Rally Markko Märtin. Consiguió debutar en el Campeonato Mundial de Rally en el 2009; más precisamente en el Rally de Portugal; terminando en la posición 20 de la tabla general.  En septiembre de ese mismo año participó en el Pirelli Star Driver, competición la cual ganó. Esto le dio la oportunidad de participar en seis fechas del Campeonato Mundial de Rally de 2010. Ganó dos fechas del WRC 3; el Rally de Finlandia de 2010 y el Rally de Gran Bretaña de 2010.

### 2011
En 2011, Tänak condujo 7 rallies con un Ford Fiesta S2000, preparado por el equipo de MM-Motosport bajo las instrucciones de Markko Märtin. Hizo un contrato de cinco años con Ford.
Logró anotar sus primeros puntos en el Rally de México de 2011 y logró terminar tercero en el WRC 2. En Italia recogió su primera victoria en la categoría con un rendimiento excepcional. Él siguió impresionando en Grecia, después del primer día de competición; luego al segundo día tuvo una serie de inconvenientes y se vio obligado a retirarse de la competición. En Finlandia terminó tercero, y parecía que solo tenía posibilidades matemáticas de ganar el título. Pero con las victorias en Alemania y Francia , se puso de nuevo en la pelea por el título, llegando a estar en España a solo 3 puntos del líder Juho Hänninen . Sin embargo, él golpeó una roca en la primera etapa, rompiendo su Fiesta S2000, y tuvo que reiniciar bajo las reglas SupeRally , lo que significa que, básicamente, perdió todas sus posibilidades de convertirse en el campeón. Finalizó sexto el Rally y en segundo en la general por detrás de Hanninen en la clasificación del campeonato de WRC2.
Hizo su debut en una CMR-spec Ford Fiesta preparado por M-Sport Stobart en el Rally de Gran Bretaña de 2011, realizó pruebas de neumáticos compuestos chinos DMACK para la entrada en el campeonato en 2012.

### 2012

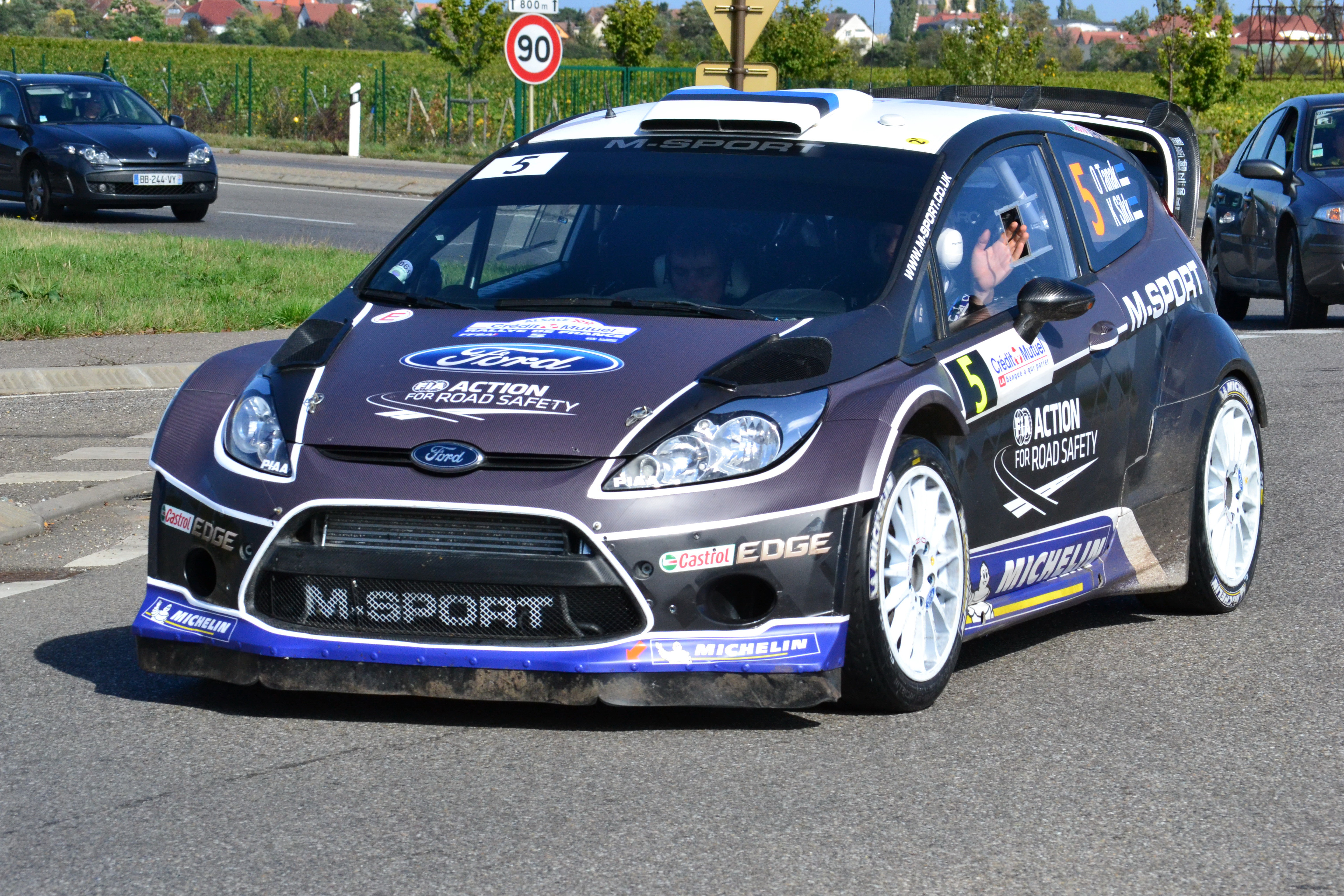
Ott Tänak en el Rally de Francia en 2012

En 2012, Tänak fue el piloto número uno de M-Sport Ford World Rally Team con un Ford Fiesta RS WRC conducía la temporada 2012. En el Rally de Suecia Tänak tuvo su primera victoria de etapa en la SS14. Más tarde tuvo una temporada con altibajos. Después de retirarse en Suecia con fallo de motor, terminó quinto en México . Sin embargo, en Portugal , se deslizó fuera de la carretera, lo que le obligó a regresar bajo las reglas de Rally 2 (anteriormente SupeRally).En próxima ronda, el Rally de Argentina tuvo un buen comienzo, pero siguió mal: él tuvo inconvenientes como pinchazos, y bajo hasta la 37.ª posición , pero se abrió paso a 10º posición. En Grecia , estaba haciendo una buena competición hasta que tuvo que parar debido a daños en la suspensión y tuvo que usar Rally2 nuevo. Se estrelló en Nueva Zelanda , pero en el Rally de Finlandia , la próxima ronda, se recuperó con un sexto puesto en la tabla final. A esto le siguieron dos accidentes en Alemania y  en Gran Bretaña . Después de estos malos resultados, llegó a terminar sexto en Francia. Logró su primer podio en Italia , la penúltima prueba de la temporada, al terminar en tercera por detrás del ganador Mikko Hirvonen y Yevgueni Nóvikov . La ronda final de la temporada, en el Rally de Cataluña , fue agridulce para él: el primer día, fue líder del rally, y quinto cuando se estrelló en la última etapa. Terminó octavo en la clasificación final, ganando 8 etapas durante la temporada.

### 2013
En el año 2013, Tänak ya no era parte de M-Sport World Rally Team y se vio obligado a abandonar el escenario de WRC. Empezó a competir en y dirigir un equipo en los rallies nacionales de Estonia, su equipo era OT Racing, y el primer rally bajo su dirección fue el de Võru Talveralli 2013. El primer Rally competitivo de Tänak fue el Rally de Tallin en 2013 conduciendo un Subaru Impreza WRX STi N12, en la que terminó segundo, justo después de Georg Gross, que conducía un Ford Focus WRC de 2008, y tan solo 0.4 segundos por delante de Alexey Lukyanuk, que conducía en un Mitsubishi Lancer Evolution de 2010. En total en la temporada, terminó seis eventos de rally, de los cuales uno ganó y llegó segundo en el resto, todos detrás de Georg Gross. Al final de la temporada, En el Rally de Saaremaa, Tänak encabezó el acto en la penúltima etapa de solo 4,4 segundos por delante de Georg Gross. Cinco etapas antes de la penúltima etapa, Tanak, con su experiencia del WRC sabía que iba a tener que empujar muy temprano en la mañana cuando los demás aún están despertando. Él tuvo éxito y consiguió una ventaja de 15,9 segundos por delante de Egon Kaur y 20 segundos por delante de Georg Gross. Pero no era suficiente, conducía su Subaru Impreza al límite y no podía ir más rápido. Georg Gross le dio en la etapa final y ganó por 2,4 segundos. Terminó la temporada ganando la clase N4 con 3 puntos de ventaja sobre Timmu Korge.

### 2014
Tänak anunció que va a ser una parte del equipo DMACK World Rally Team, su copiloto fue Raigo Mõlder y su compañero de equipo Jari Ketomaa.

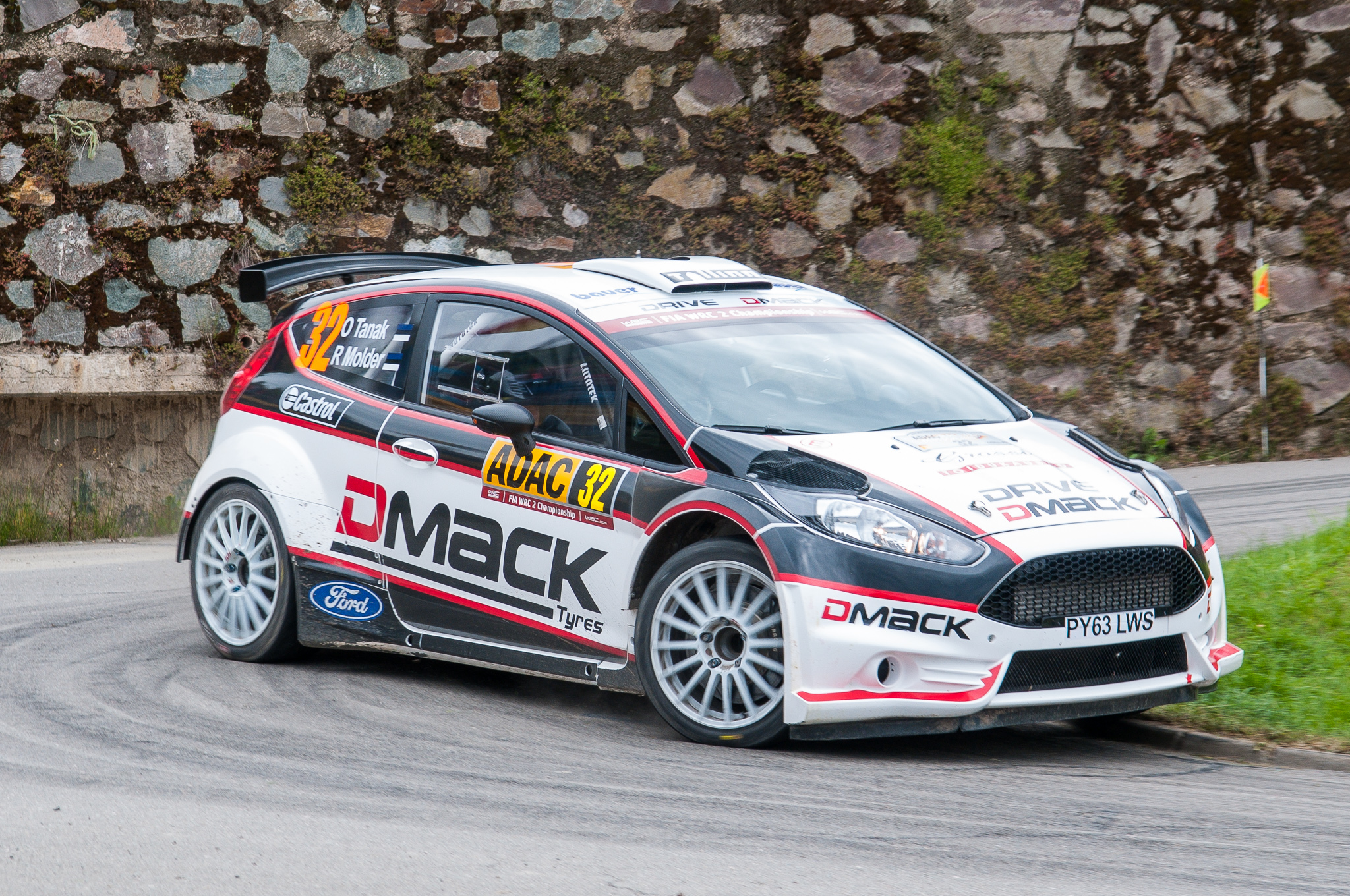
Ott Tänak en el Rally de Alemania en 2014

### 2015
Logró conseguir una nueva oportunidad de conducir en el equipo M-Sport World Rally Team. La primera mitad de la temporada, condujo un coche de rally de primer nivel un Ford Fiesta RS WRC. Mostraba la velocidad bastante prometedor, especialmente en Polonia. La mejor parte la demostró en el final del campeonato. Logró 63 puntos y 10 º lugar en toda la serie.

### 2016
Logró un acuerdo DMACK World Rally Team. Participaró en los 14 rallies del 2016. Finalizó su mejor temporada desde que compite en esta categoría con un octavo puesto en el campeonato de pilotos, consiguiendo dos podios en la temporada; en Polonia y en Gran Bretaña.

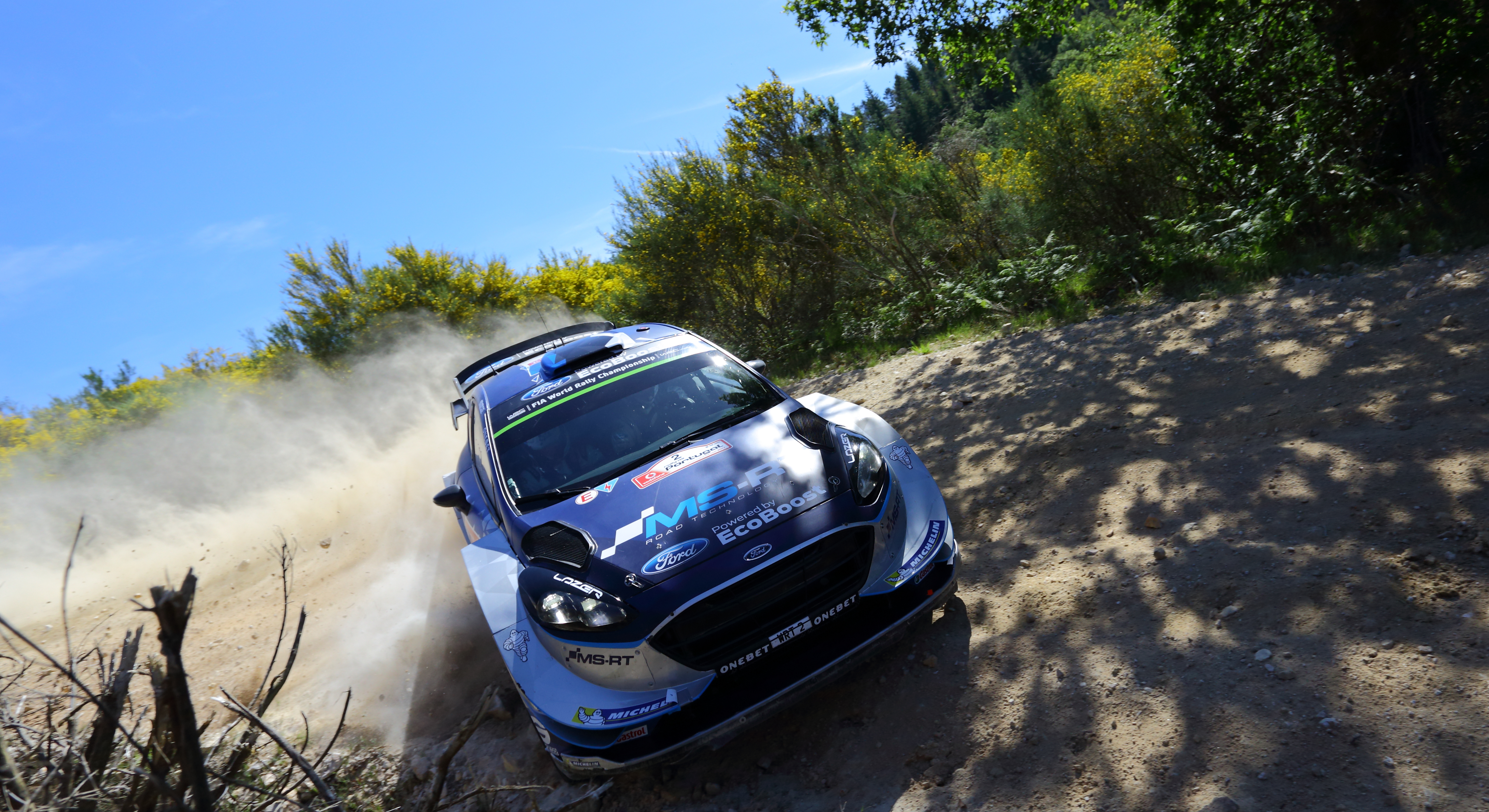
Ott Tänak en el Rally de Portugal 2017.

### 2017
Después de un año compitiendo para el DMACK World Rally Team, vuelve a conducir para el equipo M-Sport World Rally Team. Ott cambia de copiloto y se incorpora al equipo Martin Järveoja. Logra en Cerdeña su primera victoria en el mundial, y luego en Alemania repite en lo más alto del podio. Termina con siete podios y finaliza en la tercera posición del campeonato.

### 2018-2019: Toyota
El 18 de octubre de 2017, se oficializó el fichaje de Tänak por el equipo Toyota Gazoo Racing WRT por las siguientes dos temporadas. Sus compañeros de equipo en la temporada 2018 fueron los finlandeses Jari-Matti Latvala y Esapekka Lappi. Si bien muchos especulaban que el estonio tardaría en acostumbrarse al equipo y al automóvil, Tänak demostró que la gente estaba equivocada al demostrar un gran nivel al mando del Toyota Yaris WRC, terminando segundo en la primera ronda del campeonato en Montecarlo, en Suecia, Tänak se vio perjudicado por su posición de salida, razón por la cual terminó noveno y en México sufrió una falla en el turbo debido a la altura. Volvió a subirse al podio en Córcega al terminar en la segunda posición y en Argentina, Tänak logró su primera victoria con el Toyota Gazoo Racing WRT. En Argentina, Tänak mostro un ritmo abrumador, ganó diez de las dieciocho especiales que integraban el rally, liderando el rally desde la quinta especial hasta la victoria. En los siguientes dos rally los problemas mecánicos acecharon a Tänak, en Portugal abandono debido a los daños en el radiador después de un salto y en Cerdeña su auto se paro en la segunda especial, afortudamente se pudo reenganchar y terminar noveno. Después de dos rally con problemas, Tänak consiguió tres victorias consecutivas en los rallyes de Finlandia, Alemania y Turquía, estas tres victorias consecutivas lo catapultaron como uno de los candidatos al título pero los problemas volvió a acecharlo, en Gran Bretaña su automóvil se paró en la decimosexta especial, en Cataluña, un pinchazo le hizo perder mucho tiempo y en Australia un accidente lo obligó a abandonar en la penúltima especial. 
En el año siguiente, superó a Thierry Neuville y Sébastien Ogier y se llevó el título mundial. Había iniciado la temporada con resultados inferiores en comparación con estos dos pilotos, solamente ganando en Suecia, pero más adelante logró vencer en Chile, Portugal, Finlandia, Alemania y Turquía, y se aseguró el campeonato a falta del Rally de Australia. En esta temporada duplicó en puntos a Latvala y a Kris Meeke, sus compañeros.

### 2020-2021: Hyundai
El 31 de octubre de 2019, días después de consagrarse campeón mundial, se anunció oficialmente la incorporación de Tänak al Hyundai Shell Mobis WRT por las siguientes dos temporadas. Al ser el campeón mundial, Tänak podría haber usado el número 1 correspondiente al campeón pero decidió mantener el número 8 que había usado para la temporada 2020. La defensa del título de Tänak comenzó con un gran accidente en el Rally de Montecarlo, su Hyundai i20 Coupe WRC toco contra un bache en la cuarta especial y volo por un acantilado de 40 metros de altura a 180 km/h, dando vueltas de campana a través de una serie de árboles antes de aterrizar en la carretera de abajo, con él y su copiloto Martin Järveoja resultando ilesos. Después del aparatoso accidente en Montecarlo, Tänak consiguió dos segundos puestos consecutivos en los rallyes de Suecia y México en los cuales terminó detrás de los dos nuevos pilotos del Toyota Gazoo Racing WRT, Elfyn Evans y Sébastien Ogier antes del parate obligado debido a la Pandemia de Covid-19. El reinició del campeonato se dio en el Rally de Estonia prueba que se estrenaba en el mundial además de ser la prueba de casa para Tänak. En Estonia, Tänak mostro su mejor versión, ganó tres especiales y lideró el rally en 15 de las 17 especiales disputadas, adjudicandose la victoria en casa y logrando su primera victoria con Hyundai además de convertirse en el piloto ganador de la prueba N.º 600 en la historia del Campeonato Mundial de Rally. Los siguientes dos rallyes no fueron buenos para tanak debido a los problemas de fiabilidad de su Hyundai i20 Coupe WRC, en el Rally de Turquía tuvo problemas con la dirección de su automóvil en la tercera especial y en el Rally de Cerdeña los problemas de suspensión aparecidos en la segunda especial lo privaron de luchar por la victoria. En la última fecha en Rally de Monza, Tänak no mostro ritmo pero supo sobrevivir en las difíciles condiciones en las que se realizó el rally aprovechándose además de los abandonos de otros pilotos para terminar en la segunda posición. Tänak terminó su primera temporada con Hyundai en la tercera posición del mundial con 105 puntos.
La temporada 2021 de Tänak comenzó de la misma manera que la anterior: con un abandono en el Rally de Montecarlo. Debido a un error en el reconocimiento, golpeó un objeto que pincho su neumático en la novena especial, poniendo su única rueda de repuesto y en la siguiente especial sufrió un pinchazo que le hizo perder mucho tiempo, Tänak llegó al parque de asistencia en tres ruedas, algo que está prohibido debido a que los vehículos no pueden circular por carretera abierta al público sin tener goma en cada una de sus cuatro ruedas, razón por la cual el Hyundai Shell Mobis WRT lo retiro del evento.

## Palmarés

### Títulos
| Año  | Título                   | Automóvil        |
| ---- | ------------------------ | ---------------- |
| 2019 | Campeón Mundial de Rally | Toyota Yaris WRC |

### Victorias en WRC
|    | Rally                           | Temp. | Copiloto        | Automóvil             |
| -- | ------------------------------- | ----- | --------------- | --------------------- |
| 1  | 14° Rally d'Italia Sardegna     | 2017  | Martin Järveoja | Ford Fiesta WRC       |
| 2  | 35. ADAC Rallye Deutschland     | 2017  | Martin Järveoja | Ford Fiesta WRC       |
| 3  | 38.º YPF Rally Argentina        | 2018  | Martin Järveoja | Toyota Yaris WRC      |
| 4  | 68. Neste Rally Finland         | 2018  | Martin Järveoja | Toyota Yaris WRC      |
| 5  | 36. ADAC Rallye Deutschland     | 2018  | Martin Järveoja | Toyota Yaris WRC      |
| 6  | 11. Rally Turkey Marmaris       | 2018  | Martin Järveoja | Toyota Yaris WRC      |
| 7  | 67th Rally Sweden               | 2019  | Martin Järveoja | Toyota Yaris WRC      |
| 8  | 1º Copec Rally Chile            | 2019  | Martin Järveoja | Toyota Yaris WRC      |
| 9  | 53.º Vodafone Rally de Portugal | 2019  | Martin Järveoja | Toyota Yaris WRC      |
| 10 | 69. Neste Rally Finland         | 2019  | Martin Järveoja | Toyota Yaris WRC      |
| 11 | 37. ADAC Rallye Deutschland     | 2019  | Martin Järveoja | Toyota Yaris WRC      |
| 12 | 75. Dayinsure Wales Rally GB    | 2019  | Martin Järveoja | Toyota Yaris WRC      |
| 13 | 10. Rally Estonia               | 2020  | Martin Järveoja | Hyundai i20 Coupe WRC |
| 14 | Arctic Rally Finland            | 2021  | Martin Järveoja | Hyundai i20 Coupe WRC |
| 15 | 19º Rally d'Italia Sardegna     | 2022  | Martin Järveoja | Hyundai i20 N Rally1  |
| 16 | 71. Secto Rally Finland         | 2022  | Martin Järveoja | Hyundai i20 N Rally1  |
| 17 | 57. Ardeca Ypres Rally Belgium  | 2022  | Martin Järveoja | Hyundai i20 N Rally1  |
| 18 | 70th Rally Sweden               | 2023  | Martin Järveoja | Ford Puma Rally1      |
| 19 | 2º Rally Chile BIOBÍO           | 2023  | Martin Järveoja | Ford Puma Rally1      |
| 20 | 21º Rally d'Italia Sardegna     | 2024  | Martin Järveoja | Hyundai i20 N Rally1  |
| 21 | 2. Central European Rally       | 2024  | Martin Järveoja | Hyundai i20 N Rally1  |
| 22 | 69. EKO Acropolis Rally of Gods | 2025  | Martin Järveoja | Hyundai i20 N Rally1  |

## Resultados

### WRC
| Año  | Equipo                                | Automóvil               | 1       | 2       | 3      | 4       | 5       | 6       | 7       | 8       | 9       | 10      | 11      | 12     | 13      | 14    | Pos. | Puntos |
| ---- | ------------------------------------- | ----------------------- | ------- | ------- | ------ | ------- | ------- | ------- | ------- | ------- | ------- | ------- | ------- | ------ | ------- | ----- | ---- | ------ |
| 2009 | Ott Tänak                             | Subaru Impreza WRX STi  | IRE     | NOR     | CYP    | POR 20  | ARG     | ITA     | GRE     | POL     | FIN Ret | AUS     | ESP     | GBR    |         |       | NC   | 0      |
| 2010 | Ott Tänak                             | Subaru Impreza WRX STi  | SWE Ret | MEX     | JOR    |         |         |         |         |         |         |         |         |        |         |       | NC   | 0      |
| 2010 | Pirelli Star Driver                   | Mitsubishi Lancer Evo X |         |         |        | TUR Ret | NZL     | POR Ret | BUL     | FIN 18  | GER 31  | JPN     | FRA 19  | ESP    | GBR 17  |       | NC   | 0      |
| 2011 | MM Motorsport                         | Ford Fiesta S2000       | SWE     | MEX 10  | POR    | JOR     | ITA 7   | ARG     | GRE Ret | FIN 13  | ALE 12  | AUS     | FRA 11  | ESP 27 |         |       | 15.º | 15     |
| 2011 | M-Sport Stobart Ford World Rally Team | Ford Fiesta RS WRC      |         |         |        |         |         |         |         |         |         |         |         |        | GBR 6   |       | 15.º | 15     |
| 2012 | M-Sport Ford World Rally Team         | Ford Fiesta RS WRC      | MON 8   | SWE Ret | MEX 5  | POR 14  | ARG 10  | GRE 9   | NZL Ret | FIN 6   | GER Ret | GBR Ret | FRA 6   | ITA 3  | ESP Ret |       | 8.º  | 52     |
| 2014 | M-Sport World Rally Team              | Ford Fiesta RS WRC      | MON     | SWE 5   |        | POR Ret |         |         |         |         |         |         |         |        | GBR 7   |       | 15.º | 17     |
| 2014 | Drive Dmack                           | Ford Fiesta R5          |         |         | MEX 15 |         | ARG 17  | ITA 21  | POL 11  | FIN 12  | ALE 10  | AUS Ret | FRA     | ESP    |         |       | 15.º | 17     |
| 2015 | M-Sport World Rally Team              | Ford Fiesta RS WRC      | MON 18  | SWE 4   | MEX 22 | ARG 11  | POR 5   | ITA 14  | POL 3   | FIN 5   | ALE 8   | AUS 6   | FRA 10  | ESP 41 | GBR Ret |       | 10.º | 63     |
| 2016 | DMACK World Rally Team                | Ford Fiesta RS WRC      | MON 7   | SWE 5   | MEX 6  | ARG 15  | POR Ret | ITA 5   | POL 2   | FIN Ret | GER 23  | CHN C   | FRA 10  | ESP 6  | GBR 2   | AUS 7 | 8.º  | 88     |
| 2017 | M-Sport World Rally Team              | Ford Fiesta WRC         | MON 3   | SWE 2   | MEX 4  | FRA 11  | ARG 3   | POR 4   | ITA 1   | POL Ret | FIN 7   | GER 1   | ESP 3   | GBR 6  | AUS 2   |       | 3.º  | 191    |
| 2018 | Toyota Gazoo Racing WRT               | Toyota Yaris WRC        | MON 2   | SWE 9   | MEX 14 | FRA 2   | ARG 1   | POR Ret | ITA 9   | FIN 1   | GER 1   | TUR 1   | GBR 19  | ESP 6  | AUS Ret |       | 3.º  | 181    |
| 2019 | Toyota Gazoo Racing WRT               | Toyota Yaris WRC        | MON 3   | SWE 1   | MEX 2  | FRA 6   | ARG 8   | CHL 1   | POR 1   | ITA 5   | FIN 1   | GER 1   | TUR 16  | GBR 1  | ESP 2   | AUS C | 1.º  | 263    |
| 2020 | Hyundai Shell Mobis WRT               | Hyundai i20 Coupe WRC   | MON Ret | SWE 2   | MEX 2  | EST 1   | TUR 17  | ITA 6   | MNZ 2   |         |         |         |         |        |         |       | 3.º  | 105    |
| 2021 | Hyundai Shell Mobis WRT               | Hyundai i20 Coupe WRC   | MON Ret | ART 1   | CRO 4  | POR 21  | ITA 24  | SAF 3   | EST 31  | BEL 6   | GRE 2   | FIN 2   | ESP Ret | MNZ    |         |       | 5.º  | 128    |
| 2022 | Hyundai Shell Mobis WRT               | Hyundai i20 N Rally1    | MON Ret | SWE 20  | CRO 2  | POR 6   | ITA 1   | SAF Ret | EST 3   | FIN 1   | BEL 1   | GRE 2   | NZL 3   | ESP 4  | JPN 2   |       | 2.º  | 205    |
| 2023 | M-Sport Ford WRT                      | Ford Puma Rally1        | MON 5   | SWE 1   | MEX 9  | CRO 2   | POR 4   | ITA 35  | SAF 6   | EST 8   | FIN Ret | GRE 4   | CHL 1   | EUR 3  | JPN 6   |       | 4.º  | 174    |
| 2024 | Hyundai Shell Mobis WRT               | Hyundai i20 N Rally1    | MON 4   | SWE 41  | SAF 8  | CRO 4   | POR 2   | ITA 1   | POL 40  | LAT 3   | FIN Ret | GRE 3   | CHL 3   | EUR 1  | JPN Ret |       | 3.º  | 200    |
| 2025 | Hyundai Shell Mobis WRT               | Hyundai i20 N Rally1    | MON 5   | SWE 4   | SAF 2  | ESP 6   | POR 2   | ITA 2   | GRE 1   | EST 2   | FIN     | PAR     | CHL     | EUR    | JPN     | SAU   | 1.º  | 164    |

### PWRC
| Año  | Equipo              | Automóvil               | 1   | 2   | 3   | 4   | 5   | 6   | 7   | 8     | 9     | 10  | 11    | 12  | 13    | Pos. | Puntos |
| ---- | ------------------- | ----------------------- | --- | --- | --- | --- | --- | --- | --- | ----- | ----- | --- | ----- | --- | ----- | ---- | ------ |
| 2010 | Pirelli Star Driver | Mitsubishi Lancer Evo X | SWE | MEX | JOR | TUR | NZL | POR | BUL | FIN 1 | DEU 5 | JPN | FRA 2 | ESP | GBR 1 | 4.º  | 78     |

### SWRC
| Año  | Equipo | Automóvil         | 1     | 2   | 3     | 4       | 5     | 6     | 7     | 8     | Pos. | Puntos |
| ---- | ------ | ----------------- | ----- | --- | ----- | ------- | ----- | ----- | ----- | ----- | ---- | ------ |
| 2011 | —      | Ford Fiesta S2000 | MEX 3 | JOR | ITA 1 | GRE Ret | FIN 3 | DEU 1 | FRA 1 | ESP 6 | 2.º  | 113    |

### WRC 2
| Año  | Equipo      | Automóvil      | 1   | 2   | 3     | 4   | 5     | 6     | 7     | 8     | 9     | 10      | 11  | 12  | 13  | Pos. | Puntos |
| ---- | ----------- | -------------- | --- | --- | ----- | --- | ----- | ----- | ----- | ----- | ----- | ------- | --- | --- | --- | ---- | ------ |
| 2014 | Drive Dmack | Ford Fiesta R5 | MON | SWE | MEX 4 | POR | ARG 8 | ITA 8 | POL 1 | FIN 3 | DEU 2 | AUS Ret | FRA | ESP | GBR | 6.º  | 78     |

### ERC
| Año  | Equipo        | Automóvil      | 1   | 2   | 3   | 4   | 5   | 6   | 7     | 8     | 9   | 10  | 11  | Pos. | Puntos |
| ---- | ------------- | -------------- | --- | --- | --- | --- | --- | --- | ----- | ----- | --- | --- | --- | ---- | ------ |
| 2014 | MM Motorsport | Ford Fiesta R5 | JAN | LIE | GRE | IRL | AZO | YPR | EST 1 |       |     |     |     | 11.º | 44     |
| 2014 | Drive Dmack   | Ford Fiesta R5 |     |     |     |     |     |     |       | ZLI 7 | CHI | VAL | COR | 11.º | 44     |

| Predecesor: Sébastien Ogier | Campeón Mundial de Rally 2019 | Sucesor: Sébastien Ogier |